# Alte Philharmonie Berlin
Die Alte Philharmonie in der Bernburger Straße 22a/23 im Berliner Ortsteil Kreuzberg wurde als Rollschuhbahn erbaut und nach einigen Jahren umgebaut zu einer Konzerthalle. Sie hatte insgesamt über 2500 Plätze, davon 900 Stehplätze. Das Gebäude diente sowohl für Konzerte als auch für Faschingsbälle, Vorträge, Passionsspiele und Kundenveranstaltungen. Im Zweiten Weltkrieg wurde sie bei einem alliierten Luftangriff zerstört.

## Geschichte

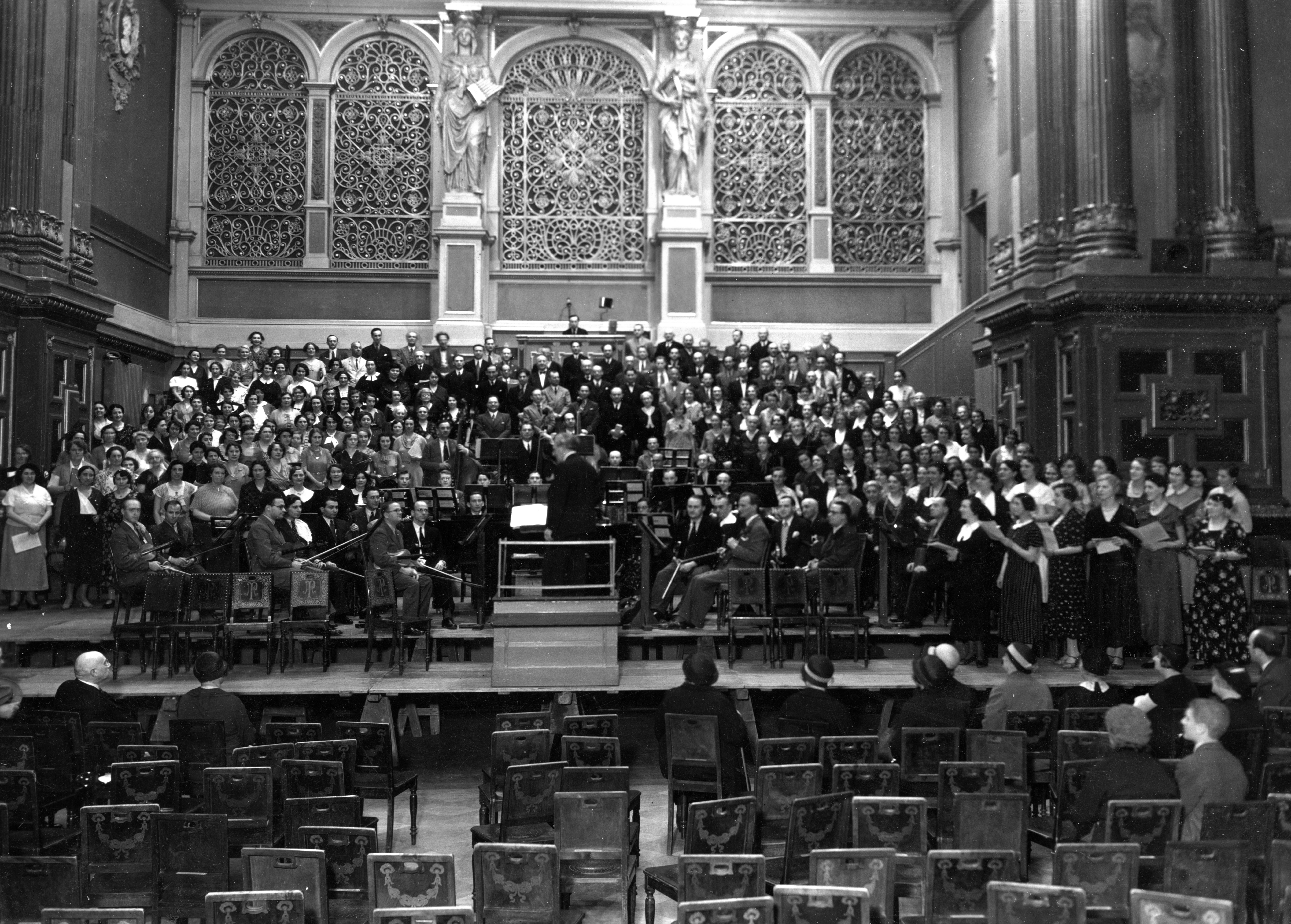
Kurt Singer dirigiert eine Probe für Judas Maccabaeus mit dem Orchester des Kulturbundes Deutscher Juden in der Berliner Philharmonie, Bernburger Straße, für die Aufführungen am 7. und 8. Mai 1934

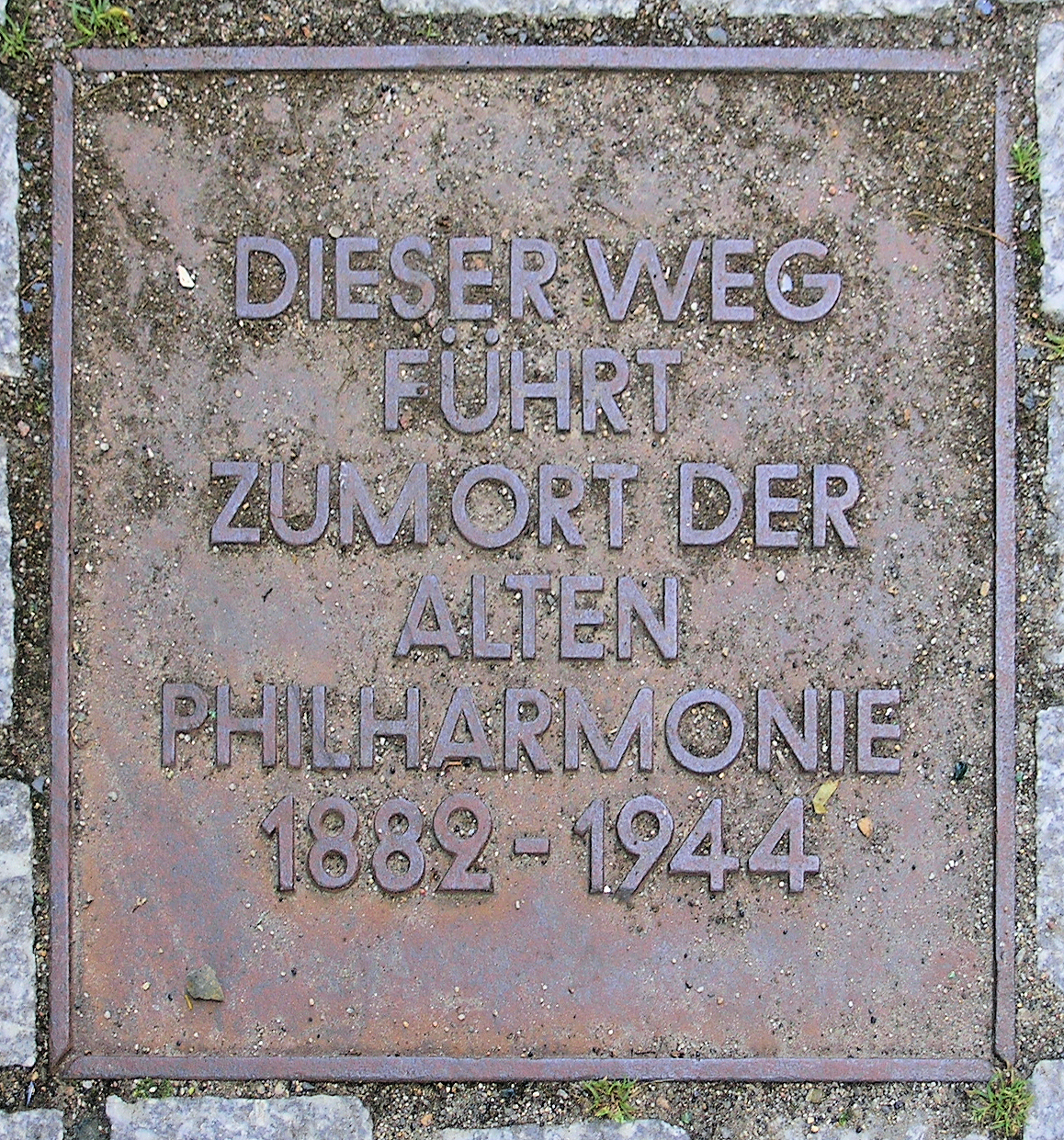
Gedenktafel in der Bernburger Straße

Ab dem Jahr 1876 ließ eine englische Aktiengesellschaft vom deutschen Architekten Gustav Knoblauch die offene Rollschuhbahn Central Skating Rink samt Restauration und Bühne auf der Parzelle Bernburger Straße 22a/23 errichten. Die Anlage öffnete am 23. Februar 1877 ihre Einrichtungen für die Berliner und ihre Gäste, die Leitung hatte der Italiener Ludovico Sacerdoti inne.
Im Jahr 1882 ging die Rollschuhbahn konkurs und der Geschäftsführer des Unternehmens, Sacerdoti, kaufte die Bahn mit allen zugehörigen Einrichtungen. Er beschloss später, die große Halle für Konzerte zu nutzen. Dazu plante er den Bau eines neuen Eingangsgebäudes sowie die Anlage von Gartenwandelgängen für einen Ausstellungsbetrieb. Der Konzertagent Hermann Wolff mietete auf der Suche nach einem Auftrittsort für ein Berlin-Gastspiel der damals berühmten Meininger Hofkapelle die Halle der Rollschuhbahn. Im gleichen Jahr, im Mai 1882 machten sich Mitglieder der Bilseschen Kapelle selbstständig und gründeten das Berliner Philharmonische Orchester. Der Konzertagent Wolff vermittelte ihnen die Rollschuhbahn als ständigen Konzertsaal.
Bald entwickelte sich die Adresse zu einem Angelpunkt für Musikveranstaltungen in Berlin. Sacerdoti blieb Eigentümer der Immobilie. Im Jahr 1888 beschloss er, die Halle durch Franz Heinrich Schwechten, den Architekten des Anhalter Bahnhofs, zu einem Konzertsaal ausbauen zu lassen. Eine Kassettendecke mit schallschluckenden Gipsornamenten und zwei Oberlichtern kamen hinzu. An den Wänden wurden Medaillons mit Komponistenporträts angebracht. Zudem entschied Sacerdoti, die Halle mit 1614 freistehenden Holzstühlen auszustatten, damit die sie einfacher für Bälle freigeräumt werden konnte. Die Halle wurde 1888 nach dem Umbau in Philharmonie umbenannt.
Der Saal wurde 1888 ausgestattet mit einer Orgel der Firma Schlag & Söhne, die 50 Register auf drei Manualen und Pedal besaß. Die Orgel befand sich hinter den ornamentierten Gittern, die die Rückwand der Bühne bildeten. Bereits 1912 wurde diese Orgel ersetzt durch eine Orgel von E. F. Walcker & Cie. mit drei Manualen und 53 Registern.
1898 wurde ein Teil des Gartens für einen Oberlichtsaal und ein Foyer überbaut. Zudem kaufte Sacerdoti das rückwärtig angrenzende Gebäude auf dem Nachbargrundstück an der Köthener Straße. In der neuen Beethoven-Saal genannten Halle entstand ein weiterer Saal mit 1000 Plätzen, hauptsächlich für Empfänge oder private Feiern oder auch als zusätzliche Pausenhalle. Später wurden in dem neuen Saal auch Lichtspielprojektoren für die gelegentliche Nutzung als Kino installiert.
Im Jahre 1920 wurde in der Alten Philharmonie eine Kundgebung gegen Albert Einsteins Relativitätstheorie veranstaltet.
Im Januar 1923 versammelten Freunde Chaim Nachman Bialiks, Nationaldichter des späteren Israels, alles, was Rang und Namen in hebräischer Literatur und Kultur hatte, in der Philharmonie, um dessen 50. Geburtstag zu feiern. Im Juli 1932 hielt Albert Einstein seine Abschiedsvorlesung im Großen Saal der Philharmonie. Zudem war die Philharmonie Austragungsort des Stenografentags und des Reichswettkochens.
Nachdem der Besitzer Sacerdoti 1930 gestorben war, übernahm eine Erbengemeinschaft die Immobilie.
Am Vormittag des 30. Januar 1944 trat Heinrich Schlusnus in einer Liedermatinee mit der Winterreise von Franz Schubert auf. Am Abend dieses Tages gegen 22:30 Uhr war das Gebäude infolge eines alliierten Luftangriffs vollständig ausgebrannt. Der benachbarte Beethovensaal blieb zunächst unzerstört und wurde noch im April 1945 für Konzerte genutzt.

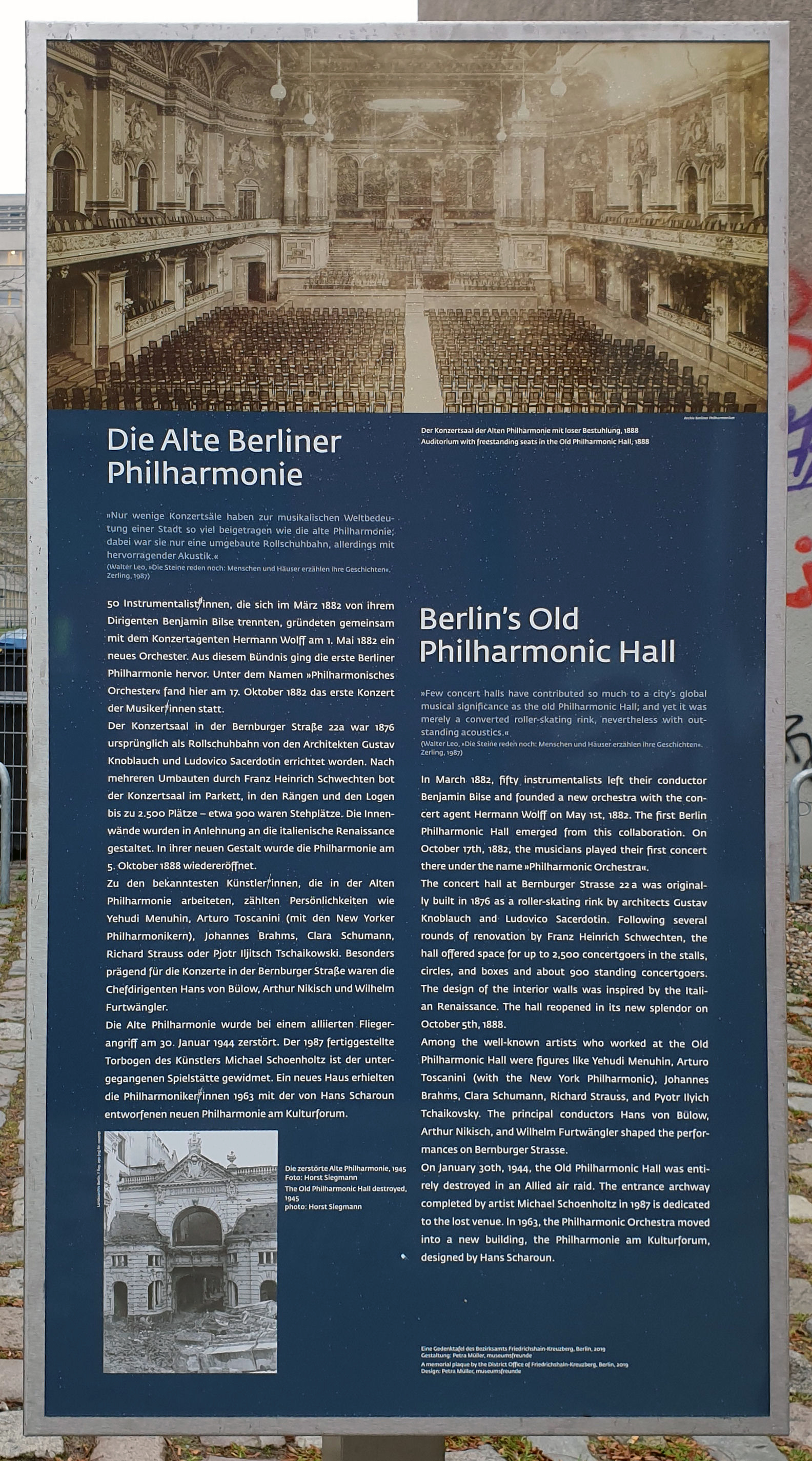
Informationstafel

1952 wurde die Ruine gesprengt und der Schutt auf den so entstehenden Teufelsberg aufgetragen. Heute erinnern eine Gedenktafel in der Bernburger Straße sowie eine in den 1980er Jahren vom Berliner Senat am ehemaligen Standort aufgestellte Informationstafel an die Alte Philharmonie.
Als neue Heimspielstätte der Berliner Philharmoniker wurde zwischen 1960 und 1963 die von Hans Scharoun konzipierte neue Berliner Philharmonie am Kemperplatz in Berlin-Tiergarten errichtet.